# Lira vaticana
A lira (plural lire) foi a moeda da Cidade do Vaticano, entre 1929 e 2002. Apenas moedas foram cunhadas, eles usaram notas de lira italiana

## História
Os Estados Papais, então reduzidos a uma pequena área em torno de Roma, usaram sua própria lira, entre 1866 e 1870, período após o qual deixaram de existir. Em 1929, o Tratado de Latrão estabeleceu o Estado da Cidade do Vaticano e, de acordo com os termos do Tratado, uma cunhagem própria foi introduzida, expressos em centesimi e lire, ao par com a lira italiana. As notas e moedas da lira italiana tinham valor legal na Cidade do Vaticano. As moedas do Vaticano eram cunhadas em Roma e também tinham valor legal na Itália e em San Marino.
Em 2002, a Cidade do Vaticano mudou para o euro a uma taxa de câmbio de 1 euro = 1.936,27 liras, continuando a ter seu próprio conjunto de moedas de euro, também com emissões de moedas especiais para colecionadores.